# Вормський рейхстаг

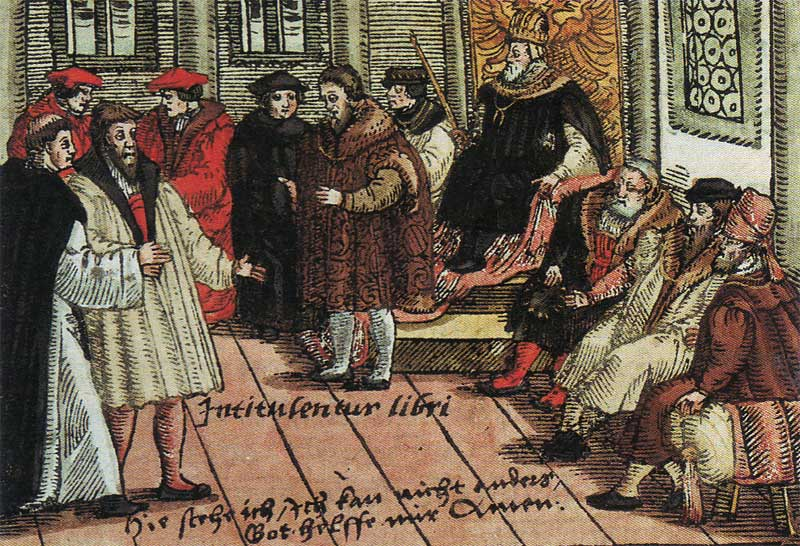

Вормський рейхстаг (нім. Reichstag zu Worms) — засідання рейхстагу Священної Римської імперії, зібране імператором Карлом V у 1521 році в місті Вормс. У ньому взяли участь рада курфюрстів, рада імперських князів і рада імперських міст. Рейхстаг був відкритий 27 січня і тривав до 26 травня 1521 року.
Вормський рейхстаг відомий Вормським едиктом, хоча це була тільки одна з тем порядку денного.
Через загрозу турків перед імперією стояв ряд важливих завдань. Було створено Імперський уряд під керівництвом брата імператора, Фердинанда I, який заміщав його під час відсутності. Одночасно Карл і Фердинанд домовилися про поділ володінь Габсбурзької імперії між Іспанським королівством і Австрійською державою (Вормський договір від 28 квітня року 1521).
Карл отримав Іспанію і Нижні країни, Фердинанд — Австрію (спочатку Австрійське ерцгерцогство та Внутрішню Австрію, у Брюссельському договорі 1522 і Тіроль, Вюртемберг і Передню Австрію).